# 전현우 (요리사)
전현우(全玹旴, 1997년 6월 17일 ~ )는 대한민국의 전 요리사이자 현 소설가이다.

## 생애
1997년 부산에서 태어나 영산대학교 서양조리학과를 졸업했다.
2021년 부산롯데호텔 라세느 식음팀(F&B)에서 Trainee(호텔리어)로 근무했으며, 2022년 LG D&O 곤지암 리조트 카페테리아에서 인턴사원(조리사)로 근무했다. 2023년 파크 하얏트 부산 페스트리에서 파티쉐 및 블랑제리로 근무했으며, 추후 업무 전환(트랜스퍼)을 통해 2024년까지 다이닝룸 코미 쉐프로 근무했다. 다이닝룸 코미 쉐프로 근무하며 2번의 파견 근무를 진행했다.
2023년《같은 하늘 아래》를 통해 작가로서 데뷔했고, 이후 차기작《조용하게 눈에 띄고 싶어》(2024) 등의 소설을 저술했다.

## 작품

### 저서
- 《같은 하늘 아래》 2023년 11월, 모던북스 ISBN 979-11-9832-989-9
- 《조용하게 눈에 띄고 싶어》 2024년 1월, 글ego ISBN 979-11-6666-436-6

## 수상 내역
| 연도 | 상                                              | 부문                  | 작품                                                               |
| ---- | ----------------------------------------------- | --------------------- | ------------------------------------------------------------------ |
| 2020 | 세계음식문화연구원 조리대회                     | 5인 1조 라이브 은상   | 레드와인 소스와 단호박 퓨레를 곁들인 통삼겹구이                    |
| 2021 | 서울국제푸드그랑프리                            | 라이브 요리 단체 은상 | 베이컨, 시금치, 파프리카를 속에 채운 닭고기 롤과 닭다리살 스테이크 |
| 2021 | nternational Culinary Arts Industry Association | Gold                  | 베이컨, 시금치, 파프리카를 속에 채운 닭고기 롤과 닭다리살 스테이크 |

1. ↑  파크로쉬 리조트앤웰니스 양식 조리사
2. ↑  오크밸리 리조트 오크밸리CC 클럽하우스 조리사